# Банк Ливерпуля

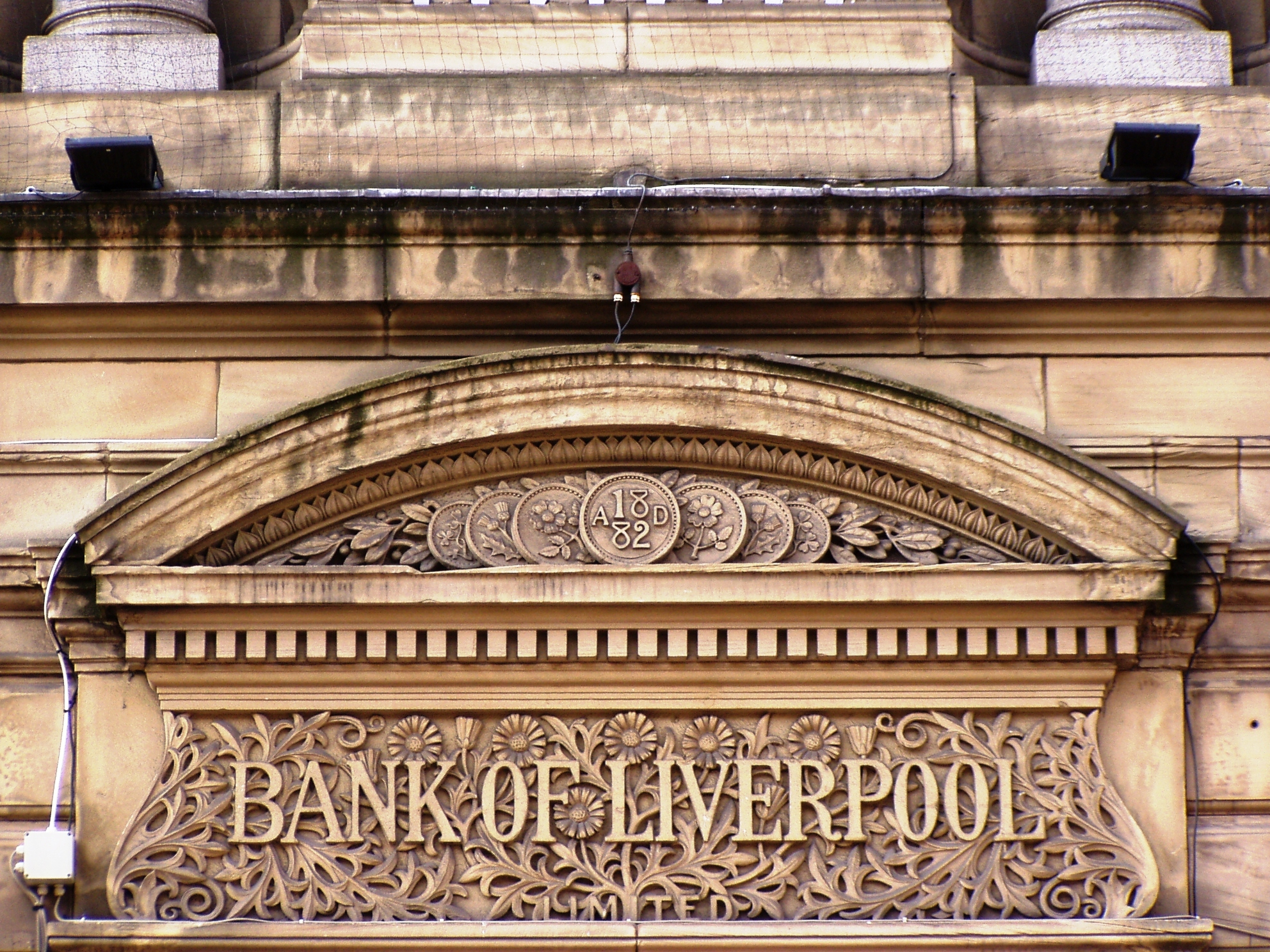
Эмблема банка

Банк Ливерпуля (англ. Bank of Liverpool) — финансовое учреждение, основанное в 1831 году. Со дня своего основания находится в городе Ливерпуль, Великобритания.
В 1918 году банком был приобретен Мартинс банк, после чего название объединенного банка стало «Банк Ливерпуль и Мартинс ООО» (англ. Bank of Liverpool and Martins Ltd). Однако название было сокращено до Мартинс Банк ООО в 1928 году.
70% акций банка были куплены организацией Barclays Bank Ltd в 1969 году, когда все её 700 отраслей стали отраслями Barclays. Сейчас у банка Ливерпуля 2 филиала в Англии.